# Andrea Rossi (calciatore)
Andrea Rossi (San Benedetto del Tronto, 7 novembre 1986) è un ex calciatore italiano, di ruolo difensore.

## Carriera

### Club

#### Siena
Cresciuto nel settore giovanile della Truentina Castel di Lama (all'epoca Punto Juve), passa poi nelle giovanili della Juventus, dove trascorre 3 anni tra i Beretti (vincendo il campionato nazionale) e nella Primavera, dove vince scudetto e torneo di Viareggio.
Nell'estate del 2006 venne dato in prestito al Siena dove alla guida del mister Beretta totalizza 4 presenze da titolare, debuttando in Serie A il 17 dicembre 2006 contro l'Atalanta.
Nell'estate dello stesso anno la Juventus lo convoca per la tournée in Cina e Australia e Claudio Ranieri lo utilizza in ogni partita. Al suo rientro il Siena lo acquista definitivamente facendogli firmare un contratto di 4 anni.

#### Parma, Cesena, Bari, Pescara e poi Latina
Viene acquistato dal Parma il 3 luglio 2012 in cambio della metà cartellino di Manuel Coppola.
Dopo pochi giorni viene girato in prestito al Cesena. Il 28 gennaio 2013 viene ufficializzato l'acquisto a titolo di prestito temporaneo del giocatore da parte del Bari. Il 9 luglio 2013 il Pescara sul proprio sito ufficiale annuncia l'acquisto temporaneo del calciatore marchigiano. L'8 luglio 2014 si trasferisce a titolo temporaneo al Latina. Il 20 gennaio 2015 viene annunciato il suo ritorno al Pescara con la formula del prestito con obbligo di riscatto. Il 29 agosto 2015 viene dato in prestito alla Salernitana.

### Il prestito al Brescia
Il 29 agosto 2016 passa a titolo temporaneo al Brescia.

## Statistiche

### Presenze e reti nei club
| Stagione        | Squadra         | Campionato      | Campionato | Campionato | Coppe nazionali | Coppe nazionali | Coppe nazionali | Coppe continentali | Coppe continentali | Coppe continentali | Altre coppe | Altre coppe | Altre coppe | Totale | Totale |
| Stagione        | Squadra         | Camp            | Pres       | Reti       | Comp            | Pres            | Reti            | Comp               | Pres               | Reti               | Comp        | Pres        | Reti        | Pres   | Reti   |
| --------------- | --------------- | --------------- | ---------- | ---------- | --------------- | --------------- | --------------- | ------------------ | ------------------ | ------------------ | ----------- | ----------- | ----------- | ------ | ------ |
| 2002-2003       | Truentina       | D               | 22         | 3          | CI-D            | 0               | 0               | -                  | -                  | -                  | -           | -           | -           | 22     | 3      |
| 2003-2004       | Juventus        | A               | -          | -          | CI              | -               | -               | UCL                | -                  | -                  | SI          | -           | -           | -      | -      |
| 2004-2005       | Juventus        | A               | -          | -          | CI              | -               | -               | UCL                | -                  | -                  | -           | -           | -           | -      | -      |
| 2005-2006       | Juventus        | A               | -          | -          | CI              | -               | -               | UCL                | -                  | -                  | SI          | -           | -           | -      | -      |
| Totale Juventus | Totale Juventus | Totale Juventus | -          | -          |                 | -               | -               |                    | -                  | -                  |             | -           | -           | -      | -      |
| 2006-2007       | Siena           | A               | 4          | 0          | CI              | 0               | 0               | -                  | -                  | -                  | -           | -           | -           | 4      | 0      |
| 2007-2008       | Siena           | A               | 15         | 0          | CI              | 1               | 0               | -                  | -                  | -                  | -           | -           | -           | 16     | 0      |
| 2008-2009       | Siena           | A               | 12         | 0          | CI              | 1               | 0               | -                  | -                  | -                  | -           | -           | -           | 13     | 0      |
| 2009-2010       | Siena           | A               | 8          | 0          | CI              | 2               | 0               | -                  | -                  | -                  | -           | -           | -           | 10     | 0      |
| 2010-2011       | Siena           | B               | 12         | 0          | CI              | 1               | 0               | -                  | -                  | -                  | -           | -           | -           | 13     | 0      |
| 2011-2012       | Siena           | A               | 10         | 0          | CI              | 5               | 0               | -                  | -                  | -                  | -           | -           | -           | 15     | 0      |
| Totale Siena    | Totale Siena    | Totale Siena    | 61         | 0          |                 | 10              | 0               |                    | -                  | -                  |             | -           | -           | 71     | 0      |
| 2012-gen. 2013  | Cesena          | B               | 15         | 0          | CI              | 2               | 0               | -                  | -                  | -                  | -           | -           | -           | 17     | 0      |
| gen.-giu. 2013  | Bari            | B               | 16         | 0          | CI              | -               | -               | -                  | -                  | -                  | -           | -           | -           | 16     | 0      |
| 2013-2014       | Pescara         | B               | 32         | 1          | CI              | 2               | 0               | -                  | -                  | -                  | -           | -           | -           | 34     | 1      |
| 2014-gen. 2015  | Latina          | B               | 17         | 0          | CI              | 2               | 0               | -                  | -                  | -                  | -           | -           | -           | 19     | 0      |
| gen.-giu. 2015  | Pescara         | B               | 16+2       | 0          | CI              | -               | -               | -                  | -                  | -                  | -           | -           | -           | 18     | 0      |
| ago.2015        | Pescara         | B               | 0          | 0          | CI              | 1               | 0               | -                  | -                  | -                  | -           | -           | -           | 1      | 0      |
| ago. 2015-2016  | Salernitana     | B               | 23+2       | 0          | CI              | 0               | 0               | -                  | -                  | -                  | -           | -           | -           | 26     | 0      |
| 2016-gen. 2017  | Brescia         | B               | 4          | 0          | CI              | 0               | 0               |                    | -                  | -                  |             | -           | -           | 4      | 0      |
| gen.-giu. 2017  | Ternana         | B               | 6          | 0          | CI              | -               | -               |                    | -                  | -                  |             | -           | -           | 6      | 0      |
| 2017-2018       | Pescara         | B               | 0          | 0          | CI              | 0               | 0               | -                  | -                  | -                  | -           | -           | -           | 0      | 0      |
| Totale Pescara  | Totale Pescara  | Totale Pescara  | 48+2       | 1          |                 | 3               | 0               |                    | -                  | -                  |             | -           | -           | 53     | 1      |
| Totale carriera | Totale carriera | Totale carriera | 260+4      | 4          |                 | 17              | 0               |                    | -                  | -                  |             | -           | -           | 281    | 4      |

## Palmarès

### Club

#### Competizioni giovanili
- Campionato Primavera: 1

Juventus: 2005-2006
- Torneo di Viareggio: 1

Juventus: 2005
- Supercoppa Primavera: 1

Juventus: 2006